# Lasioglossum tenuivene
Lasioglossum tenuivene är en biart som först beskrevs av Cockerell 1946. Lasioglossum tenuivene ingår i släktet smalbin, och familjen vägbin. Inga underarter finns listade i Catalogue of Life.